# Liste des sélectionneurs de l'Équipe d'Algérie de football
Cet article présente une liste des sélectionneurs de l'Équipe d'Algérie de football, et plus généralement de son staff. Les sélectionneurs sont présentés par ordre chronologique en indiquant le nombre de matchs joués, ainsi que les statistiques de victoire,.

## Le staff
En mars 2024, le staff est composé de Vladimir Petković, premier responsable de la barre technique d’El Khadra. Il est assisté par David Morandi et Nabil Neghiz depuis le 13 mars 2024. Ils sont également assistés par Merouane Messaï et Nacereddine Berarma, entraîneurs des gardiens, ainsi que le préparateur physique Paolo Rongoni.
| Poste                      | Nom                        | Date                   | Réf   |
| -------------------------- | -------------------------- | ---------------------- | ----- |
| Sélectionneur              | Vladimir Petković          | 29 février 2024        | [ 3 ] |
| Sélectionneur adjoint      | David Morandi              | 13 mars 2024           | [ 4 ] |
| Sélectionneur adjoint      | Nabil Neghiz               | 13 mars 2024           | [ 4 ] |
| Préparateur(s) physique(s) | Paolo Rongoni              | 13 mars 2024           | [ 4 ] |
| Entraîneur des gardiens    | Nacereddine Berarma        | 13 mars 2024           | [ 4 ] |
| Entraîneur des gardiens    | Merouane Messaï            | 13 mars 2024           | [ 4 ] |
| Médecin                    | Mohamed Soltani            | Depuis 12 février 2021 | [ 5 ] |
| Médecin                    | Mohamed Boughlali          | 2019 - 2021            | [ 6 ] |
| Kinésithérapeute           | Rémi Lancou                | depuis 2019            | ,     |
| Masseur(s)                 | Brahim Tenkhi Akram Chadli | indéterminé            | [ 7 ] |
| Analyste(s) vidéo          | Zoheir Bensedira           | indéterminé            | [ 7 ] |
| Responsable presse         | Saïd Fellak                | depuis 27 février 2024 | [ 9 ] |

## Les sélectionneurs
| Nom                                                | Année de service | J  | V  | N  | D  | %    | Palmarès                                                           |
| -------------------------------------------------- | ---------------- | -- | -- | -- | -- | ---- | ------------------------------------------------------------------ |
| Kader Firoud                                       | 1963             | 3  | 1  | 1  | 1  | 33.3 |                                                                    |
| Smaïl Khabatou                                     | 1963–1964        | 7  | 2  | 4  | 1  | 28.6 |                                                                    |
| Abderrahman Ibrir                                  | 1964–1965        | 4  | 2  | 1  | 1  | 50   |                                                                    |
| Smaïl Khabatou                                     | 1965–1966        | 3  | 0  | 2  | 1  | 0    |                                                                    |
| Lucien Leduc                                       | 1966–1969        | 19 | 7  | 5  | 7  | 36.8 | CAN 1968 – Tour préliminaire                                       |
| Saïd Amara                                         | 1969             | 2  | 1  | 0  | 1  | 50   |                                                                    |
| Hamid Zouba Abdelaziz Ben Tifour                   | 1969–1970        | —  | —  | —  | —  | —    |                                                                    |
| Hamid Zouba                                        | 1970–1971        | —  | —  | —  | —  | —    |                                                                    |
| Rachid Mekloufi                                    | 1971–1972        | 12 | 6  | 2  | 4  | —    |                                                                    |
| Mohamed El Kenz Abdelhamid Sellal (en)             | 1972–1973        | 6  | 3  | 1  | 2  | 50   |                                                                    |
| Saïd Amara                                         | 1973             | —  | —  | —  | —  | —    |                                                                    |
| Dumitru Macri                                      | 1974–1975        | 11 | 0  | 3  | 8  | 0    |                                                                    |
| Rachid Mekloufi                                    | 1975–1979        | 47 | —  | —  | —  | —    |                                                                    |
| Mahieddine Khalef                                  | 1979             | —  | —  | —  | —  | —    |                                                                    |
| Zdravko Rajkov Mahieddine Khalef                   | 1979–1980        | 18 | 8  | 6  | 4  | 44.4 | CAN 1980 – Finaliste                                               |
| Zdravko Rajkov                                     | 1980–1981        | —  | —  | —  | —  | —    |                                                                    |
| Ievgueni Rogov Mohamed Maouche                     | 1981–1982        | 5  | 4  | 1  | 0  | 80   |                                                                    |
| Mahieddine Khalef Rachid Mekloufi                  | 1982             | 5  | 2  | 1  | 2  | 40   | CAN 1980 – 4e Place                                                |
| Mahieddine Khalef                                  | 1982             | 2  | 1  | 1  | 0  | 50   |                                                                    |
| Rachid Mekloufi                                    | 1982             | 3  | 2  | 0  | 1  | 66.7 | Coupe du monde 1982 – 1er Tour                                     |
| Hamid Zouba                                        | 1982–1983        | 13 | 6  | 2  | 5  | 46.2 |                                                                    |
| Hamid Zouba Smaïl Khabatou                         | 1984             | 1  | 0  | 1  | 0  | 0    |                                                                    |
| Mahieddine Khalef                                  | 1984             | 10 | 4  | 3  | 3  | 40   | CAN 1984 – 3rd Place                                               |
| Rabah Saadane                                      | 1984–1986        | 28 | 9  | 10 | 9  | 32.1 | CAN 1986 – 1er Tour Coupe du monde 1986 – 1er Tour                 |
| Ievgueni Rogov                                     | 1986–1988        | 17 | 8  | 6  | 3  | 47.1 | CAN 1988 – 3e Place                                                |
| Kamel Lemoui                                       | 1988–1989        | 22 | 8  | 9  | 5  | 36.4 |                                                                    |
| Abdelhamid Kermali                                 | 1989–1992        | 24 | 10 | 10 | 4  | 41.7 | - CAN 1990 – Vainqueur - CAN 1992 – 1er Tour                       |
| Meziane Ighil                                      | 1992–1994        | 21 | 7  | 10 | 4  | 33.3 |                                                                    |
| Rabah Madjer                                       | 1994–1995        | 9  | 2  | 4  | 3  | 22.2 |                                                                    |
| Ali Fergani Mourad Abdelouahab                     | 1995–1996        | 19 | 10 | 3  | 6  | 52.6 | CAN 1996 – Quart de finale                                         |
| Hamid Zouba                                        | 1996–1997        | 5  | 1  | 3  | 1  | 20   |                                                                    |
| Abderrahmane Mehdaoui                              | 1997–1998        | 14 | 6  | 1  | 7  | 42.9 | CAN 1998 – 1er Tour                                                |
| Marcel Pigulea (en)                                | 1998             | 2  | 2  | 0  | 0  | 100  |                                                                    |
| Meziane Ighil                                      | 1998–1999        | 4  | 0  | 1  | 3  | 0    |                                                                    |
| Rabah Saadane                                      | 1999             | 1  | 0  | 1  | 0  | 0    |                                                                    |
| Boualem Charef                                     | 1999             | 3  | 2  | 0  | 1  | 66.7 |                                                                    |
| Rabah Madjer Tedj Bensaoula                        | 1999             | 0  | 0  | 0  | 0  | —    |                                                                    |
| Nacer Sandjak                                      | 1999–2000        | 7  | 2  | 3  | 2  | 28.6 |                                                                    |
| Mircea Rădulescu Abdel Djaadaoui                   | 2000–2001        | 14 | 5  | 5  | 4  | 35.7 | CAN 2000 – Quart de finale                                         |
| Hamid Zouba Abdelhamid Kermali                     | 2001             | 5  | 2  | 0  | 3  | 40   |                                                                    |
| Hamid Zouba Abdelhamid Kermali Azzedine Aït Djoudi | 2001             | 1  | 0  | 1  | 0  | 0    |                                                                    |
| Rabah Madjer                                       | 2001–2002        | 9  | 2  | 3  | 4  | 22.2 | CAN 2002 – 1er Tour                                                |
| Hamid Zouba                                        | 2002–2003        | 5  | 3  | 2  | 0  | 60   |                                                                    |
| Georges Leekens                                    | 2003             | 6  | 2  | 2  | 2  | 33.3 |                                                                    |
| Rabah Saadane                                      | 2003–2004        | 10 | 4  | 3  | 3  | 40   | CAN 2004 – Quart de finale                                         |
| Robert Waseige                                     | 2004             | 6  | 0  | 4  | 2  | 0    |                                                                    |
| Ali Fergani Lakhdar Belloumi                       | 2004–2005        | 7  | 2  | 2  | 3  | 28.6 |                                                                    |
| Meziane Ighil                                      | 2005–2006        | 3  | 0  | 1  | 2  | 0    |                                                                    |
| Jean-Michel Cavalli                                | 2006–2007        | 12 | 4  | 3  | 5  | 33.3 |                                                                    |
| Rabah Saadane                                      | 2007–2010        | 32 | 15 | 6  | 11 | 46.9 | - CAN 2010 – 4e Place - Coupe du monde 2010 – 1er Tour             |
| Abdelhak Benchikha                                 | 2010–2011        | 4  | 1  | 1  | 2  | 25   |                                                                    |
| Vahid Halilhodžić                                  | 2011–2014        | 30 | 18 | 5  | 7  | 60   | - CAN 2013 – 1er Tour - Coupe du monde 2014 – Huitième de finale   |
| Christian Gourcuff                                 | 2014–2016        | 21 | 13 | 3  | 5  | 61.9 | CAN 2015 – Quart de finale                                         |
| Nabil Neghiz                                       | 2016             | 1  | 1  | 0  | 0  | 100  |                                                                    |
| Milovan Rajevac                                    | 2016             | 2  | 1  | 1  | 0  | 50   |                                                                    |
| Georges Leekens                                    | 2016–2017        | 4  | 1  | 2  | 1  | 25   | CAN 2017 – 1er Tour                                                |
| Lucas Alcaraz                                      | 2017             | 7  | 2  | 1  | 4  | 28.6 |                                                                    |
| Rabah Madjer                                       | 2017–2018        | 6  | 3  | 0  | 3  | 50   |                                                                    |
| Djamel Belmadi                                     | 2018–2024        | 64 | 41 | 17 | 6  | 64.1 | - CAN 2019 – Vainqueur - CAN 2021 – 1er Tour - CAN 2023 – 1er Tour |
| Vladimir Petković                                  | 2024–            | 10 | 7  | 2  | 1  | 70   |                                                                    |

Légende:
00 Sélectionneur par intérim 
00 Sélectionneur actuel

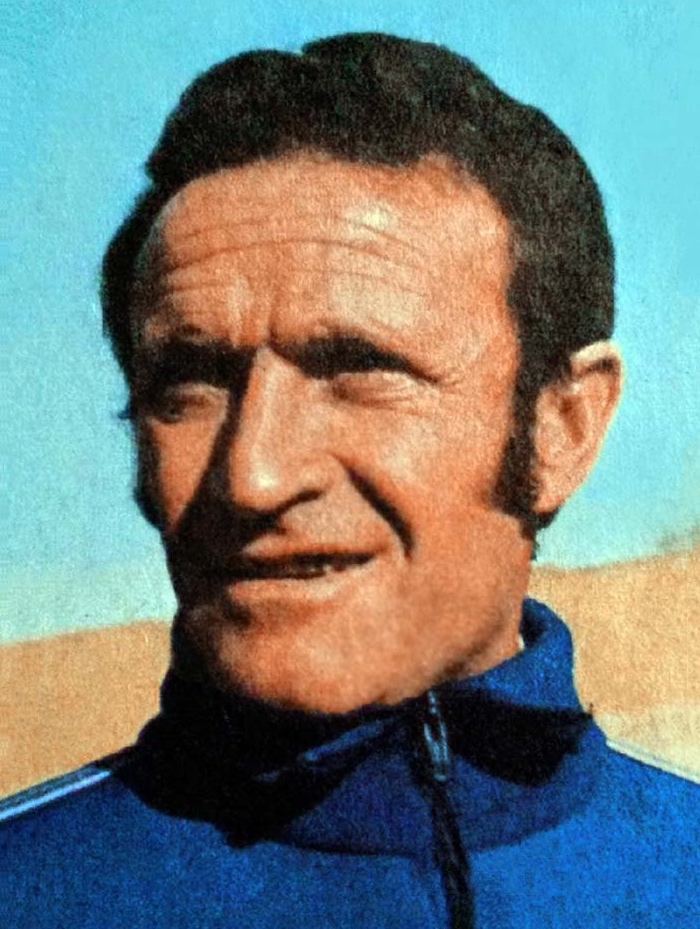
Zdravko Rajkov (1979–1981)
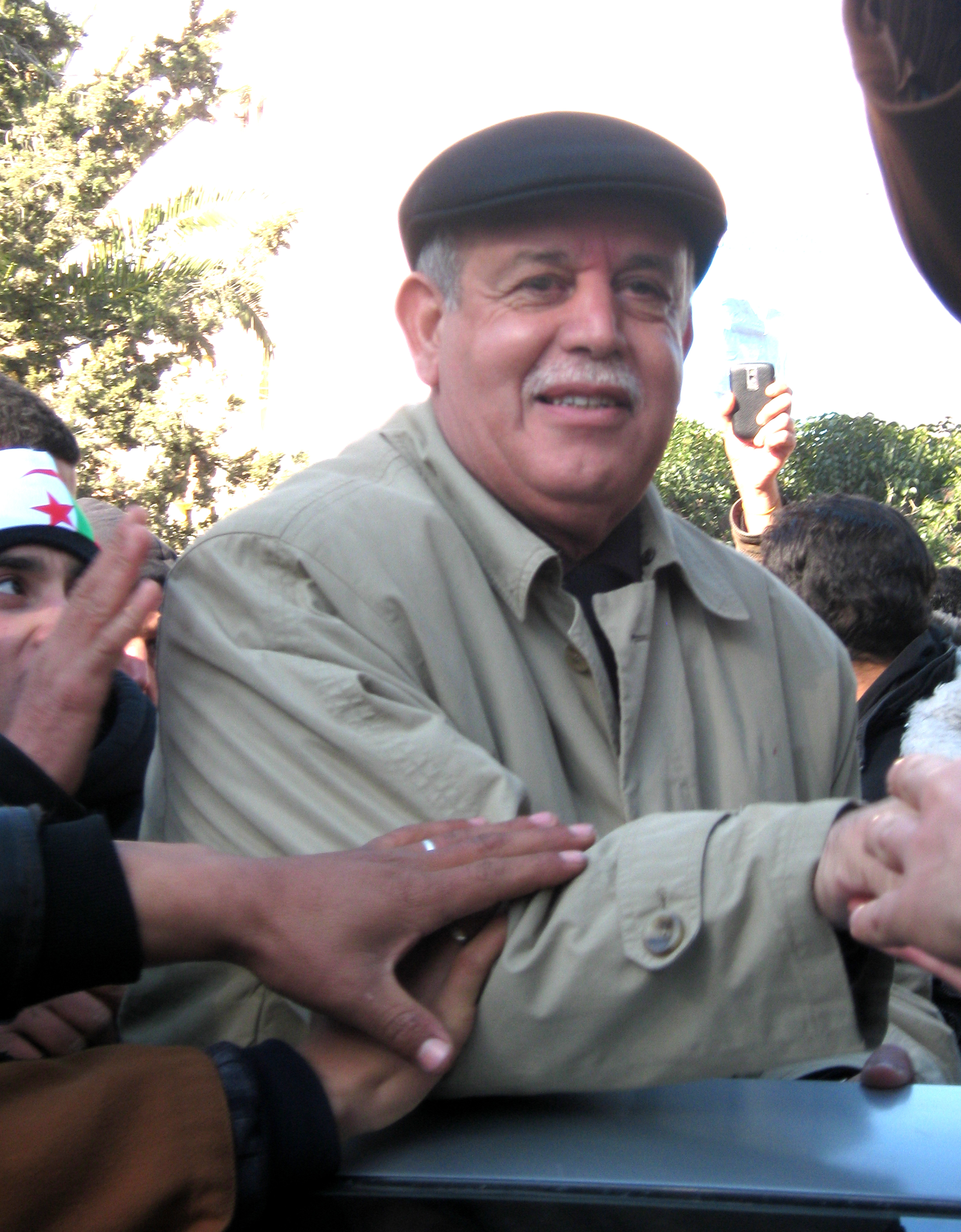
Rabah Saâdane (1984-1986, 1999, 2003-2004, 2007-2010)
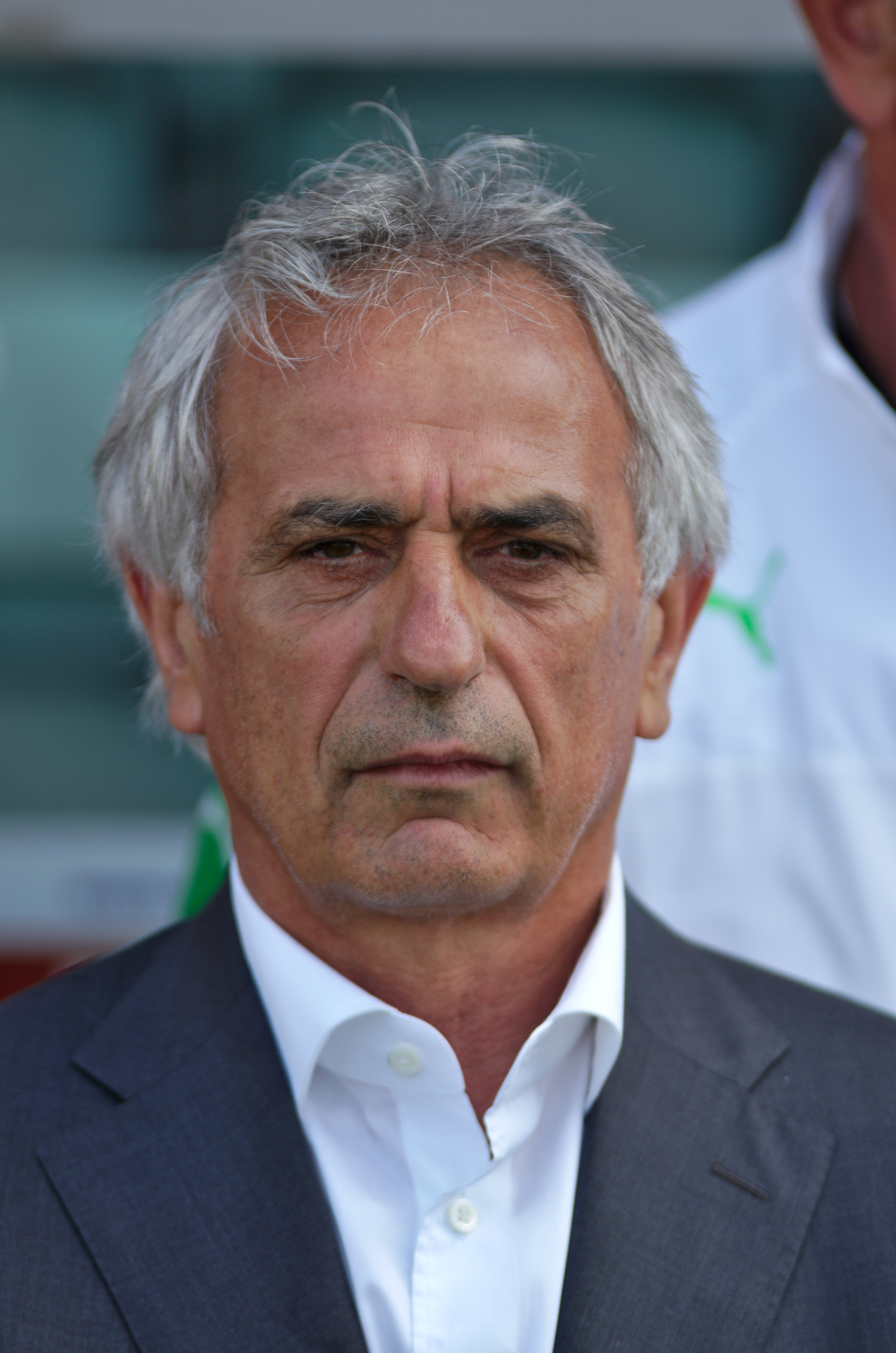
Vahid Halilhodžić (2011–2014)
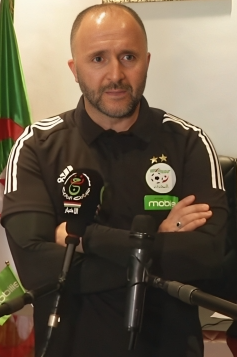
Djamel Belmadi (2018–2024)

## Statistique et records des sélectionneurs de l'Équipe d'Algérie de football
| #     | Nom                   | Période                                          | J   | G   | N  | P  | % de gagné      | Palmarès                                      |
| ----- | --------------------- | ------------------------------------------------ | --- | --- | -- | -- | --------------- | --------------------------------------------- |
| 1     | Rabah Saâdane         | - 1984 – 1986 - 1999 - 2003 – 2004 - 2007 – 2010 | 72  | 28  | 21 | 23 | 39.44           |                                               |
| 2     | Djamel Belmadi        | 2018 – 2024                                      | 64  | 41  | 17 | 6  | 64.06           | - CAN 2019                                    |
| 3     | Rachid Mekhloufi      | 1971 – 1979                                      | 59  | 30  | 9  | 20 | 50.88           |                                               |
| 4     | Abderrahmane Mehdaoui | - 1992 – 1993 - 1996 – 1998                      | 38  | 13  | 13 | 12 | 34.21           |                                               |
| 5     | Meziane Ighil         | - 1992 – 1993 - 1998 - 1998 – 1999 - 2005 – 2006 | 31  | 9   | 11 | 11 | 29.03           |                                               |
| 6     | Vahid Halilhodžić     | 2011 – 2014                                      | 30  | 18  | 5  | 7  | 60              |                                               |
| 7     | Abdelhamid Kermali    | - 1989 – 1992 - 2001                             | 28  | 11  | 10 | 7  | 39.29           | - CAN 1990 - Coupe afro-asiatique des nations |
| 8     | Christian Gourcuff    | 2014 – 2016                                      | 21  | 13  | 3  | 5  | 61.9            |                                               |
| Total | Total                 | Total                                            | 343 | 163 | 89 | 91 | Moyenne : 47,52 |                                               |

- Plus grand nombre de matches en tant qu'entraîneur : Rabah Saâdane (72 matchs) du 1 décembre 1984 au 4 septembre 2010
- Plus grand nombre de matches gagnés en tant qu'entraîneur : Djamel Belmadi (41 matchs)
- Plus grand nombre de matches nuls en tant qu'entraîneur : Rabah Saâdane (21 matchs)
- Plus grand nombre de matches perdus en tant qu'entraîneur  Rabah Saâdane (23 matchs)
- Plus grand nombre de buts marqués en tant qu'entraîneur : Djamel Belmadi (130 buts)

| Nationalité                         | Nombre d'occurences |
| ----------------------------------- | ------------------- |
| Algérie                             | 41                  |
| France Belgique Roumanie            | 3                   |
| Union soviétique Bosnie-Herzégovine | 2                   |
| Serbie Espagne Yougoslavie          | 1                   |

| Nom du sélectionneur | Période                                                              |
| -------------------- | -------------------------------------------------------------------- |
| Rabah Madjer         | Démis sans avoir commencé à travailler (Juillet 1999 — Octobre 1999) |
| Abdelhamid Zouba     | 30 jours (Juin 2001 — Juillet 2001)                                  |
| Meziane Ighil        | 8 mois (Juin 2005 — Février 2006)                                    |
| Nabil Neghiz         | 52 jours (3 avril 2016 — 25 juin 2016)                               |

| Sélectionneur ayant entrainé sur plusieurs périodes |                  |                    |                                           |                                 | |
| Sélectionneur ayant entrainé sur plusieurs périodes | 8 fois           | 5 fois             | 4 fois                                    | 3 fois                          | 2 fois |
| --------------------------------------------------- | ---------------- | ------------------ | ----------------------------------------- | ------------------------------- | --- |
| Sélectionneur ayant entrainé sur plusieurs périodes | Abdelhamid Zouba | Abdelhamid Kermali | Smaïl Khabatou Rabah Saadane Rabah Madjer | Mahieddine Khalef Meziane Ighil | Abderrahmane Ibrir Rachid Mekhloufi Ali Fergani Guennadi Rogov Saïd Amara Georges Leekens Rachid Mekhloufi Abderrahmane Mehdaoui Abdelghani Djadaout. |

Source: CarFootAl.dz